# Ernemont-Boutavent

Ernemont-Boutavent este o comună în departamentul Oise, Franța. În 1 ianuarie 2022 avea o populație de 176 de locuitori.